# JCJL-kamp
Het JCJL-kamp in Soerabaya, was tijdens de Japanse bezetting van Nederlands-Indië in de periode van 11 april 1942 tot 29 juli 1945 een interneringskamp. Dit kamp was ondergebracht in de gebouwen van de Java-China-Japan-Lijn en was gelegen aan de Amsterdam-kade in de binnenhaven aan de westzijde van de monding van de Kali Mas.
In de loodsen, kantoren en een vertrek- en aankomsthal voor passagiers van de Java-China-Japan Lijn in de haven Tandjoeng Perak, werden eind maart 1942 de krijgsgevangenen van Madoera, Midden- en Oost-Java en een groep van ongeveer 400 burgermannen uit Soerabaja ondergebracht. De krijgsgevangenen werden overdag tewerkgesteld, onder meer bij opruim- en herstelwerkzaamheden in de haven.
Tussen 5 en 15 september 1942 werden de Britse, Australische en Amerikaanse krijgsgevangenen overgebracht naar het kamp bij de HBS van Soerabaja. De Nederlandse, Molukse en Menadonese krijgsgevangenen gingen naar het Jaarmarktterrein in Soerabaja. Het JCJL-complex fungeerde daarna als doorgangskamp bij transporten van krijgsgevangenen, romusha's en heiho's naar en van werkkampen in het oostelijk deel van de Indische archipel.